# Durlach
Durlach é uma cidade da Alemanha, distrito de Karlsruhe, na região administrativa de Karlsruhe, estado de Baden-Württemberg.

Localização de Durlach em Karlsruhe.

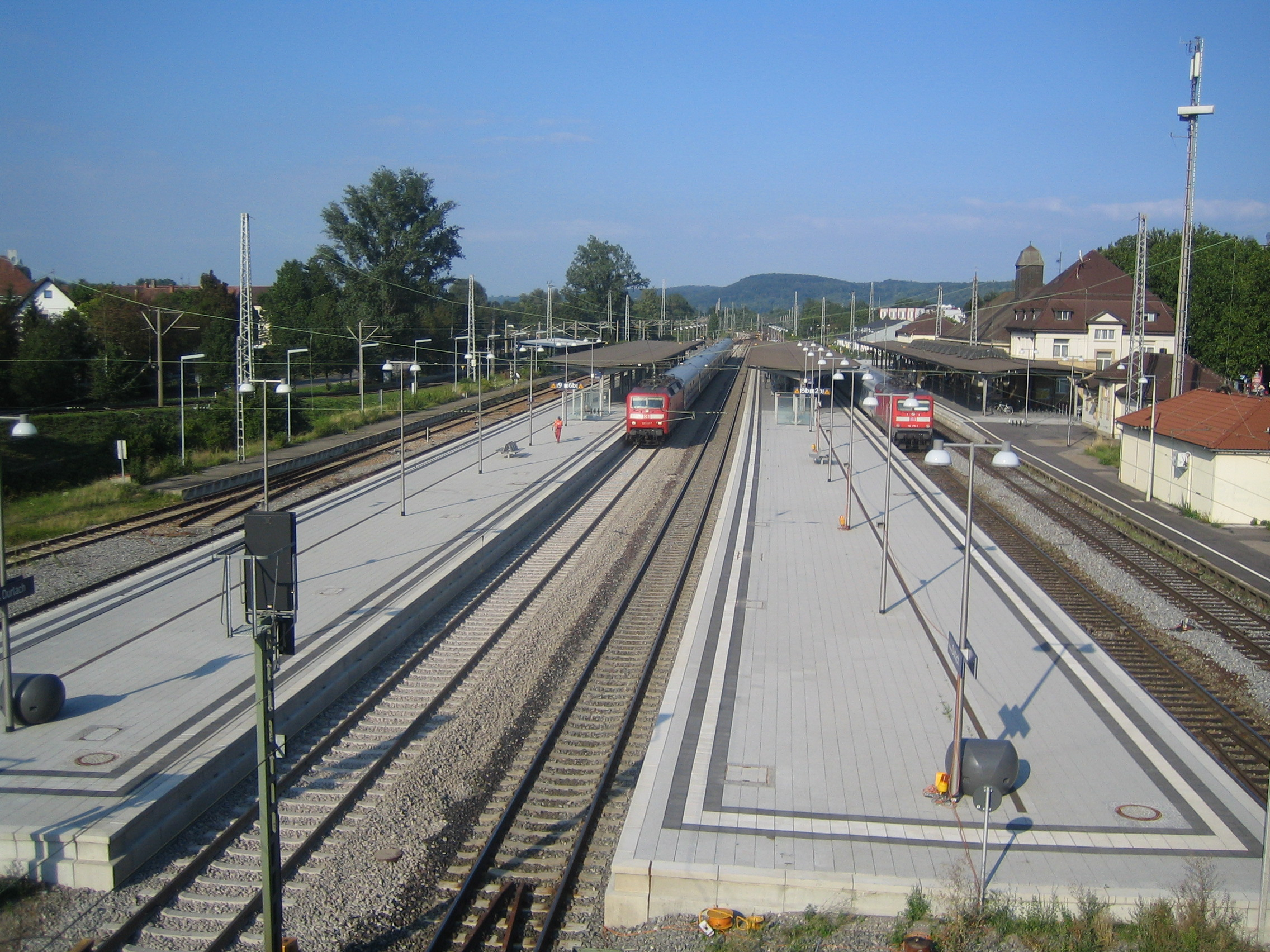
Der Bahnhof von Durlach.

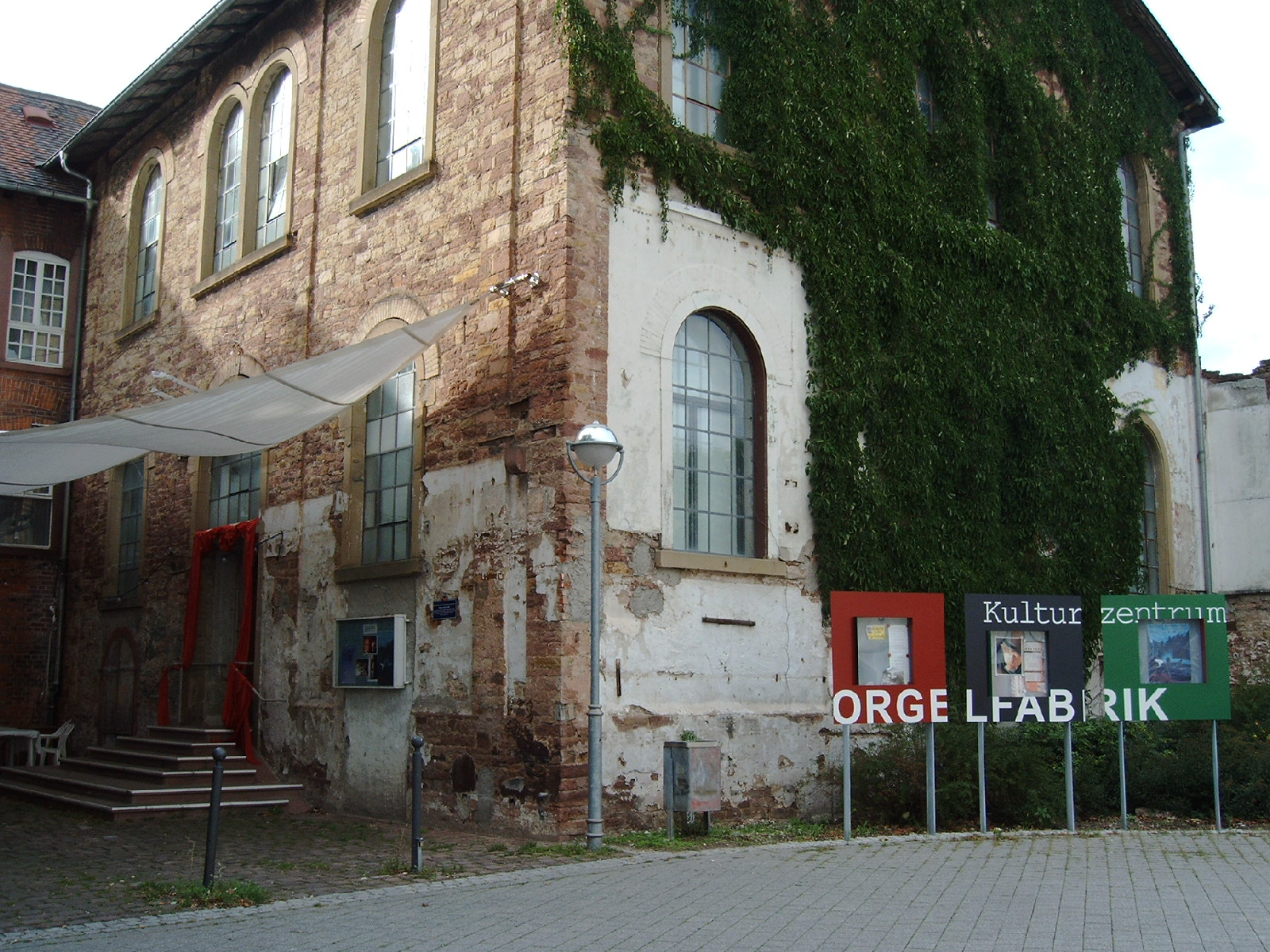
Orgelfabrik Durlach.

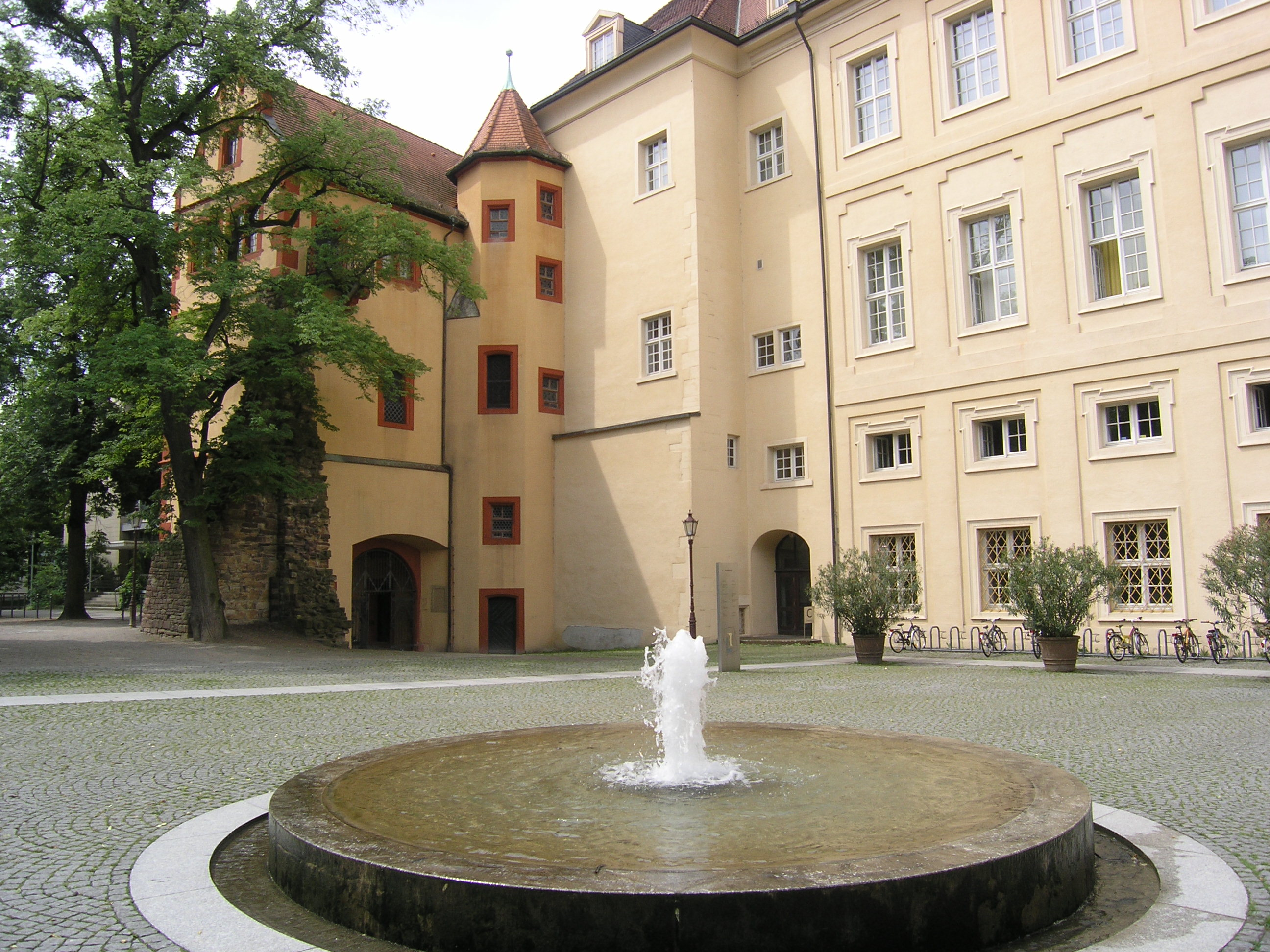
Karlsburg.

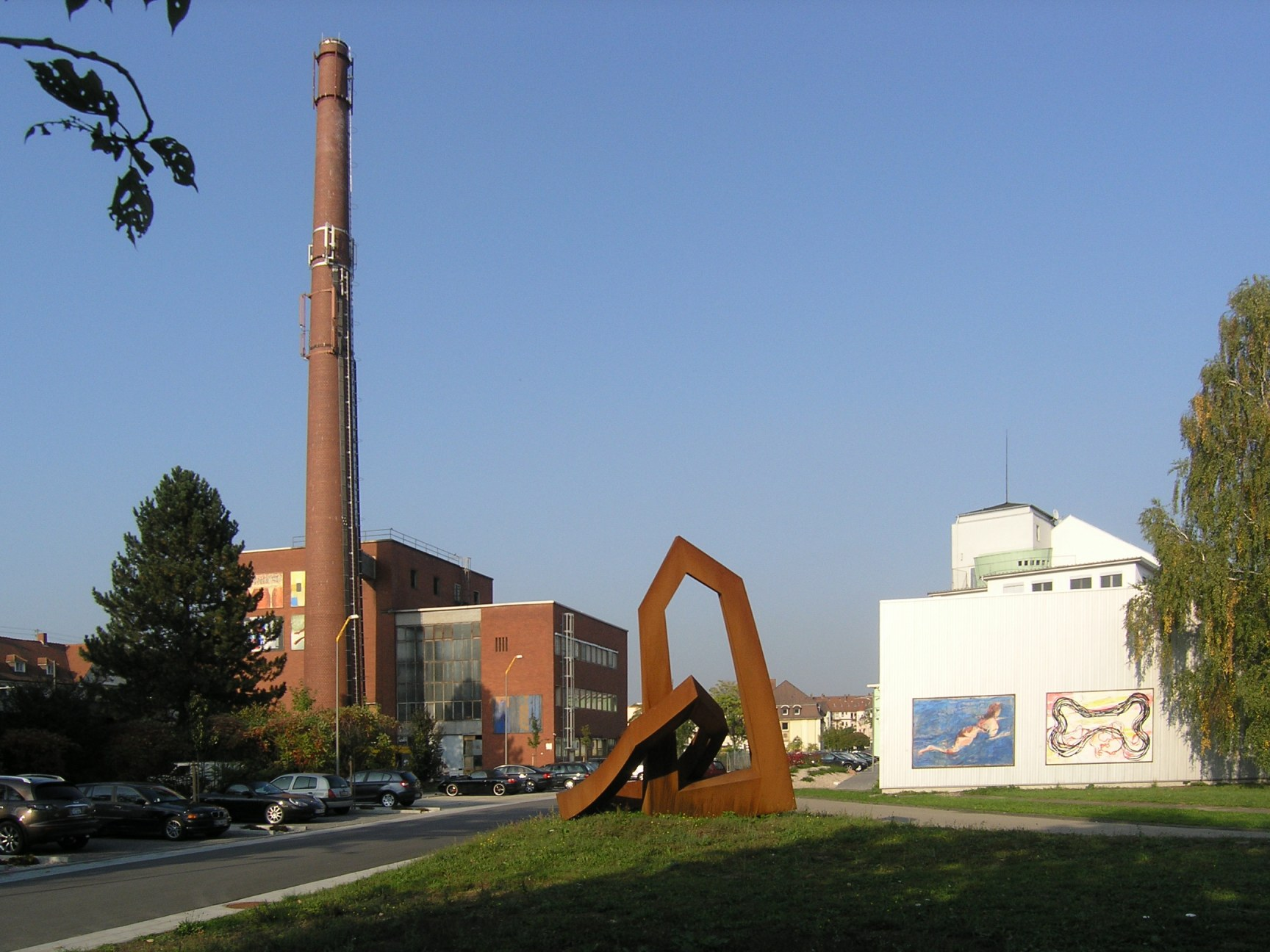
RaumFabrik.

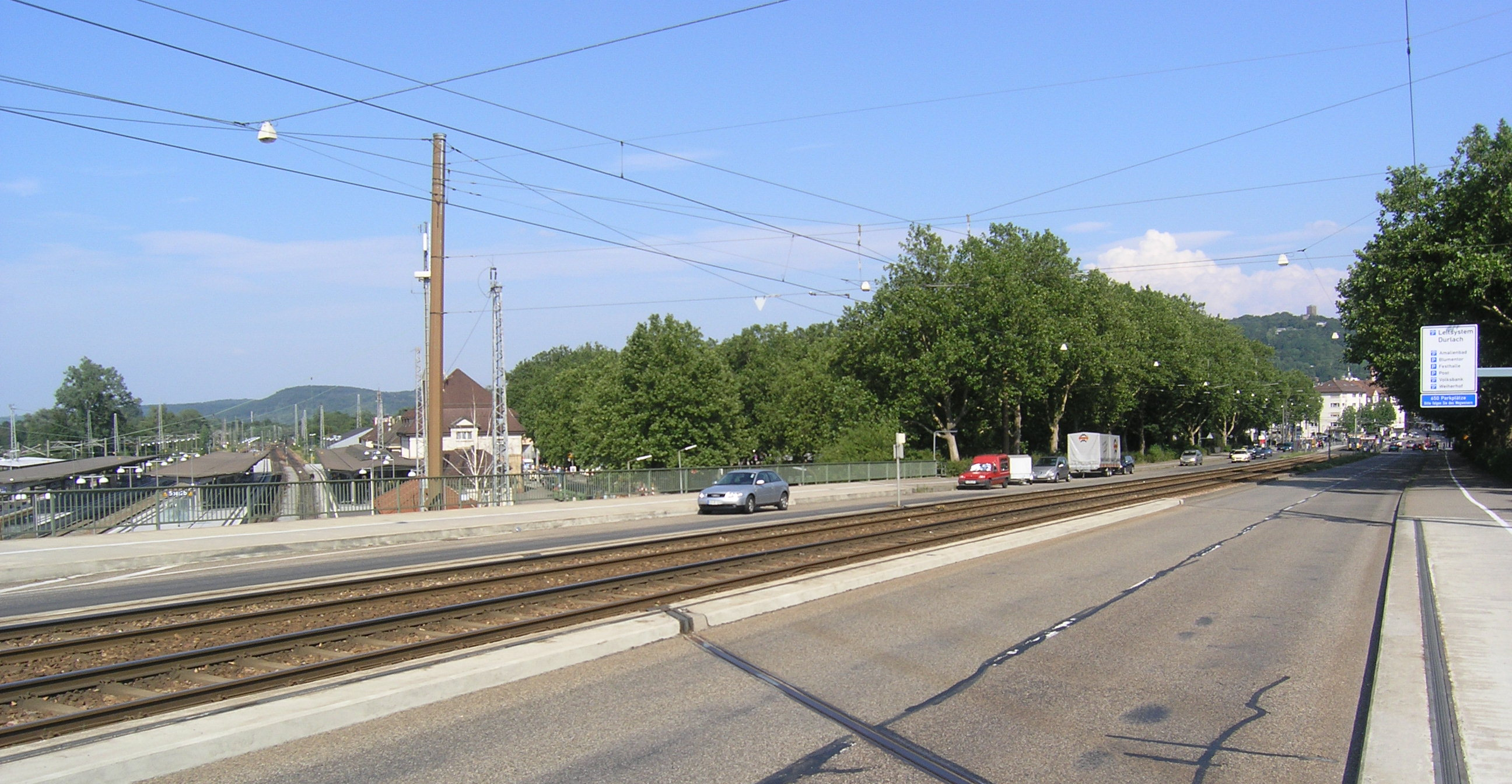
Bahnhof Durlach und Durlacher Allee.

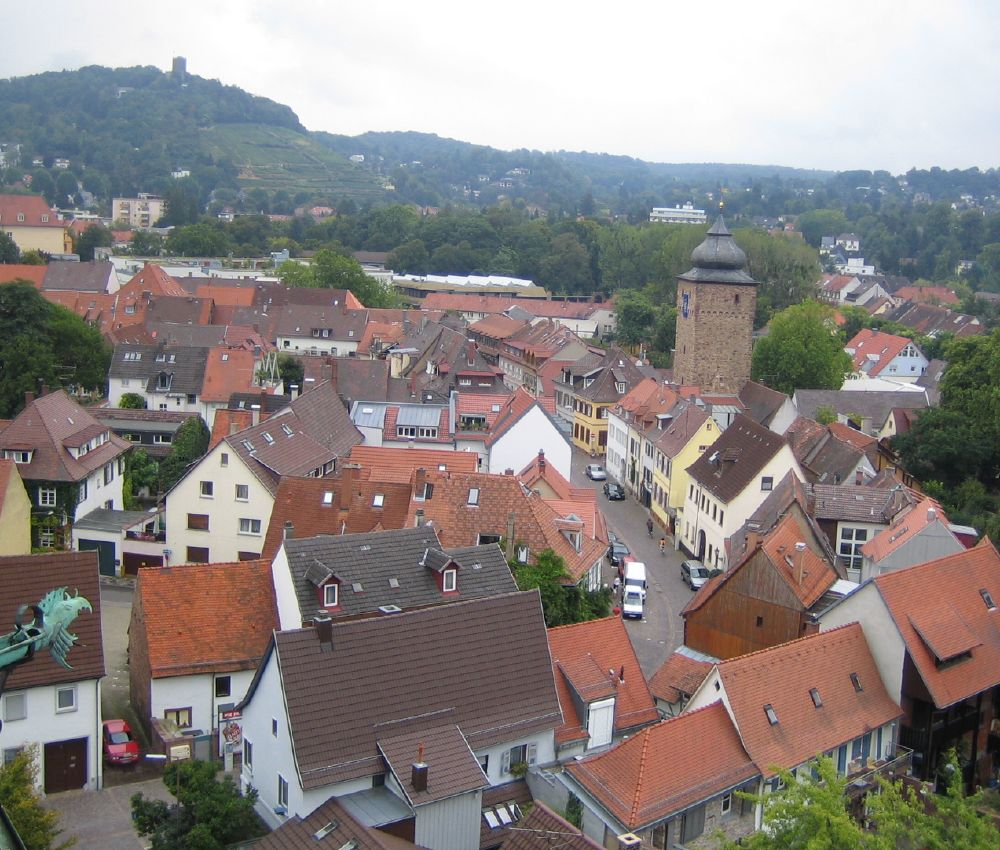
Altstadtring mit Basler Tor.

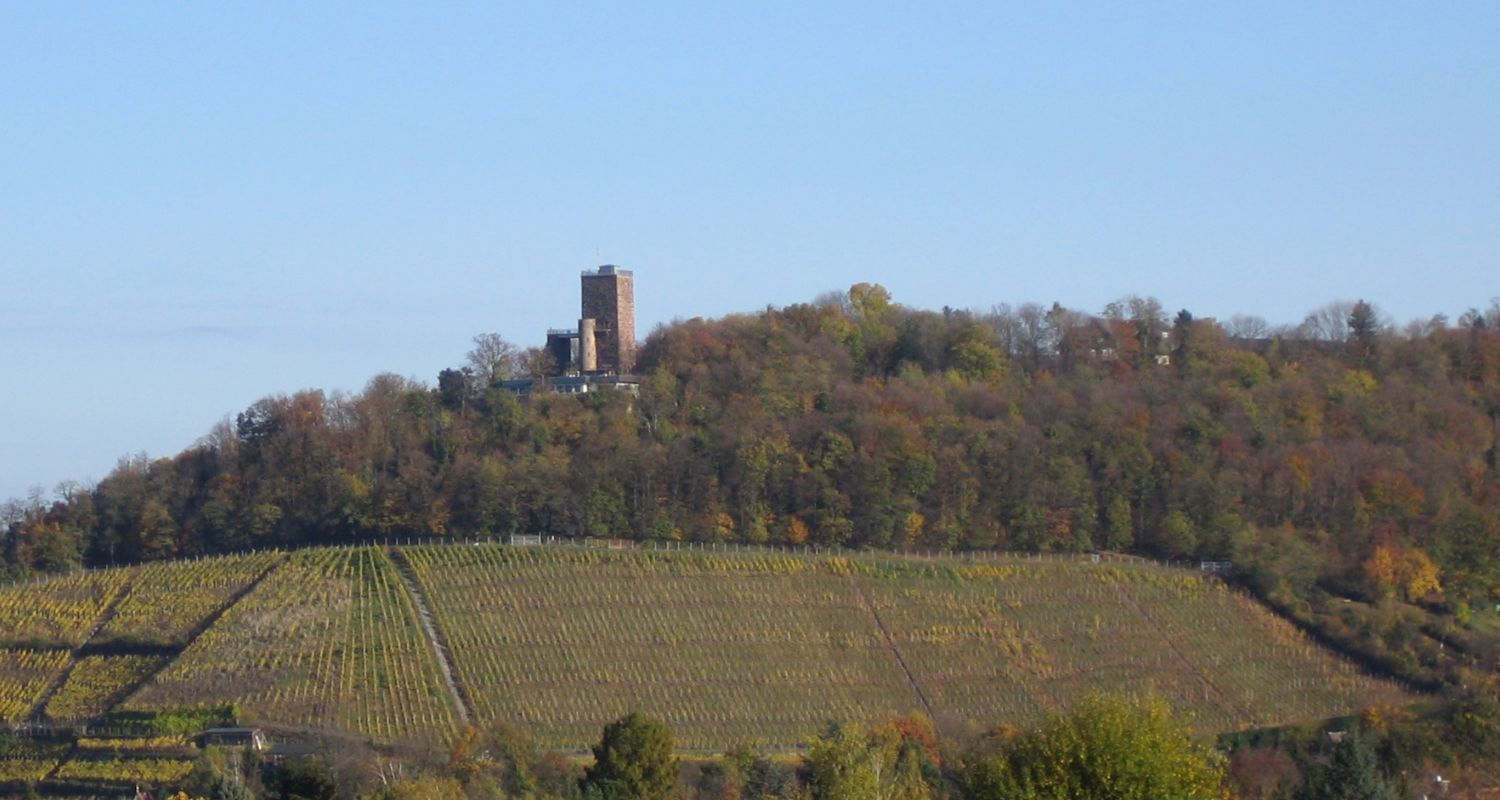
Turmberg mit Endstation der Turmbergbahn und Sportschule Schöneck.